# Пасере, Титинга Фредерик
Титинга Фредерик Пасере (фр. Titinga Frédéric Pacéré; 31 декабря 1943 — 8 ноября 2024, Уагадугу) — буркинийский солиситор, писатель, поэт и гриот, основатель и куратор музея Манега в Буркина-Фасо. Учился в Абиджане, Уагадугу, Дакаре и Ренне. Написал более 20-ти книг, которые выходили в 60-ти изданиях. Был награждён Медалью славы Ассоциации франкоязычных писателей (A.D.E.L.F.). В 1982 году выиграл гран-при литературного конкурса Littéraire d’Afrique Noire за две работы: «Poèmes pour l’Angola» (1982) (рус. «Поэмы для Анголы») и «La Poésie des griots» (1982) (рус. «Поэзия гриотов»). В 2004 году стал Независимым экспертом УВКПЧ по ситуации с правами человека в Демократической Республике Конго. Первый адвокат в истории Буркина-Фасо, он также работал адвокатом в Специальном трибунале ООН по Руанде..
Титинга Фредерик Пасере умер 8 ноября 2024 года в Уагадугу в возрасте 80 лет..